# Gratiola ebracteata
Gratiola ebracteata là một loài thực vật có hoa trong họ Mã đề. Loài này được Benth. ex A.DC. mô tả khoa học đầu tiên năm 1846.